# シャロレー種
シャロレー（Charolais）は、牛の品種のひとつ。肉牛として飼育される。
フランス中部、ヌヴェール付近の台地が原産とされ、その元はローマ人がもたらしたとの説が有力である。

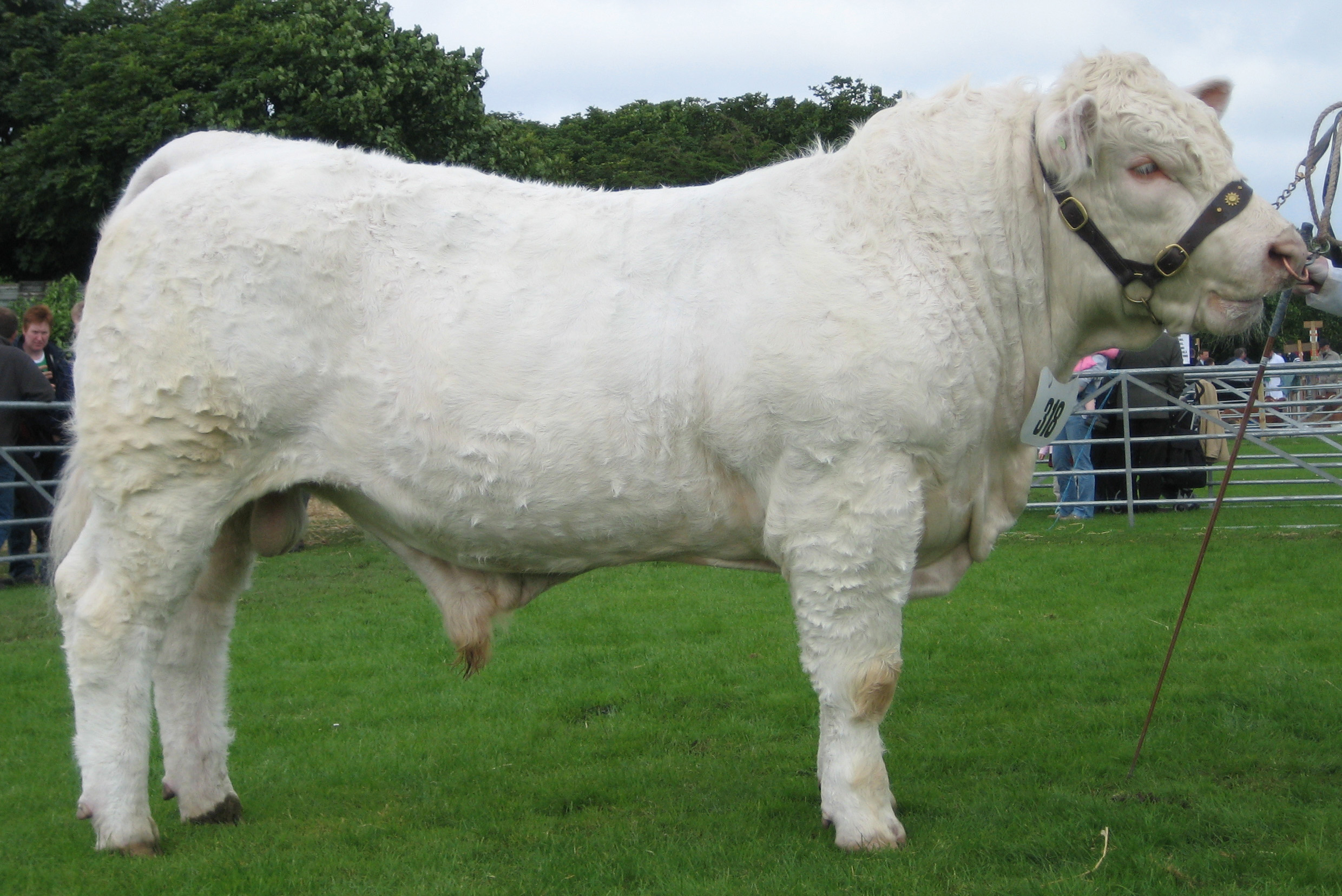
シャロレー（オス）

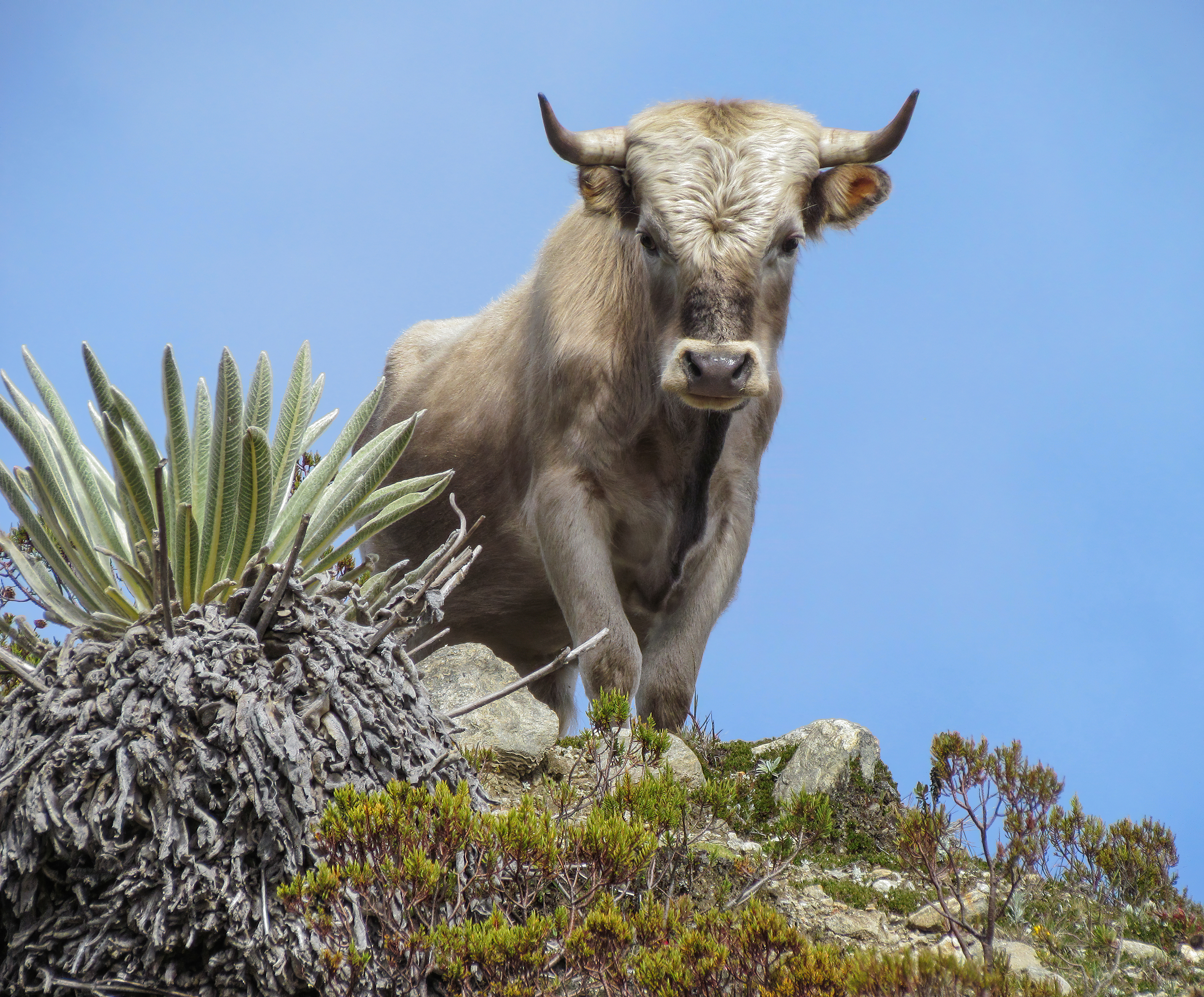
シエラネバダ、ベネズエラのシャロレー牛ワイルドパテントレザー

## 身体・特徴
発育の良い事と赤肉量の多いことからイギリス、アメリカ、オーストラリアなどで重用され、純粋種としてのみでなく、他の肉用種や乳用種とのF1作出にも多用される。毛色はクリーム色単色で、額に縮れ毛がある。
有角で大型、元々は役用として発し、次いで役肉兼用とされ、後に肉専用種として改良された。肢の長いものも多い。
雌で140cm、700kg程、雄で150cm、1,200kg程の体格で、産肉能力は1日増体量1.4kg、枝肉歩留63%、脂肪が少なく赤肉生産用とされる。環境適応力も高い。
生時体重が40kgを超える為、小型の品種に配する場合は経産のものを選ぶ必要がある。

## 日本国内での考察
1960年頃に北海道のソダ・シャロレー牧場（現シャロレー牧場）の牧場主・曾田玄陽が入れたとされ、一時300頭程まで増殖したが、現存する頭数は不明。他品種との交配は普及しなかった。柔らかいが赤身であるシャロレーよりも、霜降り肉の方が好まれたためと考えられる。